# Shintō Kaikaku
El Shintō Kaikaku (新党改革?) o Nuevo Partido del Renacimiento (en inglés) es un partido político japonés creado el 29 de agosto de 2008. No hay que confundir con otro partido del mismo nombre que existió entre 1998 y 2002. Hasta mayo de 2010 se conoció como Kaikaku Club (改革クラブ Club del Renacimiento?).
Fue formado por una antigua facción disidente del Partido Democrático de Japón liderado por Hideo Watanabe quien se alió con las políticas del Partido Liberal Democrático. Este partido aunque oficialmente no formaba parte de la coalición de gobierno entre el Partido Liberal Democrático y el Nuevo Kōmeitō, era visto como progubernamental.
No tiene miembros en la Cámara de Representantes y tiene dos miembros en la Cámara de Consejeros.